# Koreocobitis
Koreocobitis es un género de peces de la familia Cobitidae, del orden Cypriniformes. Este género marino fue descrito por primera vez en 1997 por Ik-Soo Kim, Jong-Young Park y Teodor T. Nalbant.

## Especies
Especies reconocidas del género:
- Koreocobitis naktongensis I. S. Kim, J. Y. Park & Nalbant, 2000
- Koreocobitis rotundicaudata (Wakiya & T. Mori, 1929)